# Яблоков, Владимир Сергеевич
Владимир Сергеевич Яблоков (1901, Кинешма, Костромская губерния, Российская империя — 1973) — советский геолог, литолог и историк геологии. Специалист в области угольной геологии, доктор геолого-минералогических наук (1971).

## Биография
Родился 1 (14) апреля 1901 года в городе Кинешма, Костромская губерния, в семье земского врача.
В 1918 году окончил реальное училище в Кинешме.
Работал на фабрике, железнодорожном и водном транспорте. Участвовал в организации Института краеведения Главнауки в городе Иваново.
В 1920 году участвовал в работе Первого съезда Всероссийской ассоциации натуралистов (АССНАТ) в Москве.
В 1921—1926 годах учился на геологическом отделении физико-математического факультета 1-го МГУ. Остался на факультете сверхштатным аспирантом, препаратором и ассистентом (1926—1930).
Начал работать на углеразведочных предприятиях Подмосковного угольного бассейна. Организовал там геолого-разведочную службу, занимался шахтной геологией и гидрогеологией, провёл поиск и разведку гипсовых месторождений.
В 1930 году от ВСНХ, вместе с Д. В. Наливкиным, был в 4-месячной командировке в США.
В 1932—1934 годах руководил геологической разведкой по 1 и 2 очередям строительства Московского метро.
В 1935 году создал первую геологическую карту Подмосковного угольного бассейна (в масштабе 1:126000).
С 1937 года был главным инженером в Главуглеразведка. Организовал и проводил экскурсию в Подмосковный угольный бассейн для участников 17 сессии Международного геологического конгресса (1937).
С 1943 года работал в Институте геологических наук (ИГН/ГИН) Академии Наук CCCP.
В 1948—1956 годах заведовал кабинетом геологии угля ИГН/ГИН АН СССР.
Вёл комплексные исследования по изучению условий осадко- и угленакопления в Донецком и Кузнецком бассейнах. Созданные под его руководством коллективные монографии и атласы структур и микроструктур углей и вмещающих пород стали основой для организации подобных исследований в CCCP и за рубежом.
В 1960 году был в Дании, Международный геологический конгресс.
В 1962 и 1964 годах изучал геологию полезных ископаемых в Непале.
Изучал историю развития идей и учений о угольных отложениях в ГИН АН СССР.
Скончался 27 ноября 1973 года. Похоронен на Николо-Архангельском кладбище (участок 1/8).

## Семья
- Жена — Татьяна Георгиевна Сарычева (1901—1978)[3] — палеонтолог, доктор биологических наук.
  - Сын — Климент Владимирович Яблоков (1926—2021) — участник ВОВ, орденоносец, геолог, кандидат геологических наук[4]
  - Сын — Алексей Владимирович Яблоков (1933—2017) — биолог, член-корр. РАН, политик.

## Награды и премии
- 1932 — Ударник первой пятилетки
- 1942 — Орден «Знак Почёта»
- 1945 — Орден Трудового Красного Знамени
- 1945 — Медаль «За доблестный труд в Великой Отечественной войне 1941—1945 гг.»
- 1948 — Медаль «В память 800-летия Москвы»
- 1954 — Премия Президиума АН СССР, за работу «Атлас литогенетических типов угленосных отложений среднего карбона Донецкого бассейна» и «Атлас микроструктур углей Донбасса».
- 1962 — Знак «Шахтёрская слава».

## Членство в организациях
- 1932 — МОИП
- 1939 — ВКП(б)
- Главный редактор журнала «Литология и полезные ископаемые»
- 1963 — вице-президент общества советско-непальской дружбы